# Смидович, Екатерина Владимировна
Екатерина Владимировна Смидович (1 сентября 1910, Нижний Новгород — 9 апреля 1993, Москва) — крупный учёный, педагог, внёсшая значительный вклад в развитие отечественной нефтепереработки, в подготовку квалифицированных кадров инженеров-технологов и педагогов для высшей школы.

## Даты жизни и трудовой деятельности
- 1 сентября 1910 — в г. Нижний Новгород в дворянской семье родилась Екатерина Владимировна Смидович
- 1917—1927 — учёба в школе
- 1928—1929 — учёба в Московском индустриально-педагогическом институте им. К. Либкнехта
- 1929—1930 — учёба в институте народного хозяйства им. Плеханова
- 1930—1932 — учёба в Московском нефтяном институте (МНИ)
- 1932—1933 — работа в проектном исследовательском бюро МНИ
- 1933—1936 — работа в должности младшего научного сотрудника в Государственном исследовательском нефтяном институте (ГИНИ), в заводском секторе
- 1936—1941 — работа в МНИ в должности ассистента
- 1941 ноябрь — эвакуация в составе МНИ в Уфу
- 1942 февраль — возвращение в Москву
- 1942—1943 — работа на Московском крекинг-заводе руководителем исследовательской группы
- с 1943 г — работа в МНИ на педагогической должности
- 1944 — защита кандидатской диссертации и получение учёного звания доцента
- 1946 — награждение медалью «За доблестный труд в Великой Отечественной войне 1941—1945 гг.»
- 1951 — награждение орденом «Знак Почёта»
- 1966 — выход в свет первого издания учебника «Технология переработки нефти и газа», ч. 2
- 1967 — защита докторской диссертации
- 1968 — утверждение в учёном звании профессора
- 1974—1976 — работа исполняющим обязанности завкафедрой технологии переработки нефти и газа
- 9 апреля 1993 — после непродолжительной болезни скончалась Екатерина Владимировна Смидович. Похоронена на кладбище пос. Успенское в Подмосковье

## Учёные степени и звания
- профессор (1968)
- доктор технических наук (1967)

## Награды
- орден «Знак Почёта» (1951)
- медаль «За доблестный труд в Великой Отечественной войне 1941—1945 гг.» (1946)

### Учебные пособия
- Практикум по технологии нефти : [Для студентов нефт. вузов] / И. П. Лукашевич, Е. В. Смидович. — 2-е изд., испр. и доп. — Москва ; Ленинград : Гостоптехиздат, 1952. — 236 с., 1 л. граф. : ил., граф.; 22 см.
- Технология переработки нефти и газа : Учеб.-метод. пособие по курсовому проектированию для специальности 0801 / Е. В. Смидович, О. Д. Хавкина; М-во высш. и сред. спец. образования СССР. Моск. ин-т нефтехим. и газовой пром-сти им. И. М. Губкина. Кафедра «Технологии переработки нефти и газа». — Москва, 1971.
  - Ч. 2: Деструктивная переработка нефти и газа. — 1971. — 85 с. : ил.
- Технология переработки нефти и газа : крекинг нефтяного сырья и переработка углеводородных газов : [учебник для вузов] / Е. В. Смидович. — Изд. 4-е, стер., перепеч. с 3-го изд. 1980 г. — Москва: Альянс, 2011. — 328 с. : ил., табл.; 21 см; ISBN 978-5-903034-97-0

### Труды по истории отраслевой науки
- Профессор И. Л. Гуревич, 1901—1968 / Е. В. Смидович. — Москва : МИНГ, 1990. — 10, [1] с.; 20 см. — (Выдающиеся учёные МИНГ им. И. М. Губкина / Моск. ин-т нефти и газа им. И. М. Губкина; Вып. 3).
- Профессор Сергей Николаевич Обрядчиков / Е. В. Смидович. М.: МИНГ, 1995. — (Выдающиеся учёные МИНГ им. И. М. Губкина / Моск. ин-т нефти и газа им. И. М. Губкина; Вып. 8).